# Египетски език
 Тази статия е за древния език.  За съвременния вариант на арабския вижте Египетски арабски език.  
Египетският език или древноегипетски език (на древноегипетски: 𓂋𓏺𓈖 𓆎𓅓𓏏𓊖) е език на който се говори в Древен Египет. Днес той е известен от голям корпус от текстове, които са запазени в Египет и по-късно направени достъпни за съвременния свят след дешифрирането на древните египетски писмености от началото на 19 век. Египетският е един от най-ранните писмени езици, като за първи път е записан в йероглифна писменост в края на 4-то хилядолетие пр.н.е.
По времето на класическата античност говоримият език се е развил в демотически египетски, а през римската епоха се изменя към в коптските диалекти.
Той е част от афро-азиатската езикова група и е свързан с берберските и семитските езици (като арабски, амхарски и иврит). Най-ранните писмени свидетелства за древноегипетски език са от около 3200 г. пр.н.е. Езикът оцелява до 5 век във формата на демотическа писменост и до Средновековието във формата на коптския език. Това означава, че египетският език се е развивал повече от 4 хиляди години и е един от най-старите езици в света.
Официалният език на днешен Египет е арабският, а национален е египетският арабски, който замества египетския и произлизащия от него коптски език като ежедневен език след завладяването на Египет от арабските мюсюлмани. Коптският език все още се използва за литургиите в коптската църква.

## Развитие на езика
Езиковедите групират развитието на египетския език в шест основни хронологически периода:
- Архаичен египетски език (преди 2600 г. пр.н.е.)
- Староегипетски език (2600 г. пр.н.е. – 2000 г. пр.н.е.)
- Средноегипетски език (2000 г. пр.н.е. – 1300 г. пр.н.е.)
- Късен египетски език (1300 г. пр.н.е. – 700 г. пр.н.е.)
- Демотически египетски език (7 век пр.н.е. – 5 век)
- Коптски език (4 век – 14 век)

Трябва да се отбележи, че египетска писменост датира от 3200 г. пр.н.е. Тези ранни текстове са общо обединявани под името „архаичен египетски език.“
Староегипетският език се е говорил около 500 години (от около 2600 г. пр.н.е.). Средноегипетският език се е говорил от около 2000 г. пр.н.е. за около 700 години, когато се появява късният египетски език. Средноегипетският език обаче оцелява до първите няколко века от новата ера като писмен език, по подобие на латинския език през Средновековието и на класическия арабски днес. Демотическият египетски се появява за първи път около 650 г. пр.н.е. и се запазва като говорим език до 5 век. Коптският език се появява през 4 век и се запазва като жив език до 16 век, когато през Ренесанса, европейските учени пътуват до Египет, за да го учат от местните жители. Вероятно се е запазил като говорим език в крайните райони на Египет няколко века след това. Бохаирският диалект на коптския език все още се използва в египетските християнски църкви.
Староегипетският, средноегипетският и късният египетски езици са се изписвали с помощта на йероглифи и йератика. Демотиката се е изписвала с писмо, произлизащо от йератиката; тя е сходна със съвременното арабско писмо и също се пише от дясно наляво. Коптският език се е изписвал с помощта на коптска азбука – изменена гръцка азбука с няколко символа, заети от демотиката за звуци, които не присъстват в старогръцкия език.
Арабският постепенно замества говоримия коптски след арабското нашествие през 7 век, като веднага след това става езика на мюсюлманската политическа администрация.

## Структура на езика
Египетският език е почти типичен афро-азиатски език. Основа на египетския речник са три съгласни. Някога са били само два, например /р'/ „слънце“ (където апострофът представлява звучна гласилкова проходна съгласна); други, като /нфр/, което означава „красиво“, и някои други, можещи да достигнат дължина до пет звука /sxdxd/ „наобратно“. Гласните и другите консонанти се прибавят към тази основа и така се получават думи, по същия начин както и в арабския, иврита и другите афро-азиатски езици. Днес не се знае какви са били тези гласни, тъй като в египетския език те не се изписват, подобно на другите афро-азиатски езици; затова „анх“ може да означава „живот“, „живея“ или „живеене“. При транскрибиране, „a“, „и“ и „у“ са съгласни звукове; например името „Тутанкхамен“ се изписва на египетски „twt 'nkh ymn“ (като апострофът представлява звучна гръклянова проходна съгласна). За удобство експерите са придали основни звуци на тези стойности; това изкуствено произношение, обаче, често погрешно се приема за актуално произношение.
Фонологично, в египетския език се различават двубърнени, устнено-зъбни, венечни, небни, заднонебни, мъжечни, глътъчни и гласилкови съгласни, които се употребяват по начин, подобен на този в арабския.
Основната египетска подредба на изречението е сказуемо-подлог-допълнение; например там където трябва да се напише „човекът отваря вратата“, египтяните биха написали „отваря човекът вратата“ (wn s a3)
От гледна точка на морфологията, египетският език използва т.нар. конструкция status constructus за свързване на две или повече съществителни имена, повече или по-малко по подобие на останалите семитски езици. Чрез тази конструкция, първото име понякога се изменя – например краесловното -х при имена от ж.р. става -т. Например: mlkt shba „Кралицата на Саба“, огигиналата форма на mlkt става mlkh. В ранните етапи на развитие, египетският език е нямал нито определителен, нито неопределителен член; в по-късните етапи за тази цел се използват думите /p3/, /t3/ и /n3/ (където 3 е кратка гърлена съгласна.) В египетския език има два граматични рода, мъжки род и женски род, подобно на романските езици и ирландския галски език; категорията число е трикомпонентна – както в много други афро-азиатски езици, в египетския се употребяват единствено число, двойствено число и множествено число.

## Египетска писменост
Повечето хора, когато говорят за египетска писменост имат предвид йероглифите. Погрешно е схващането, че йероглифите са картинки, които представят идеи, вместо звуците от езика. Тъй като формите на йероглифите са взети от истински (или измислени) предмети, повечето от тях са използвани с фонетичната им стойност. Например йероглифът, означаващ къща може да се използва да се напише думата пр (гласните са неизвестни вижте по-долу), което означава 'къща'. Същият йероглиф се използва и за глагола прй 'излизам', заради сходство в произношението. За да не остава съмнение коя е думата, която е използвана, египетските писари са добавяли чифт крака в близост до къщата, за да обяснят, че са имали предвид прй, а не пр. За още по-голяма яснота при произношението, йероглифът за уста (ро) обикновено е бил добавян между краката и ходещите крака – така цялата тази комбинация дава следния смисъл на думата прй: „Дума, която звучи като думата за къща, завършва на р и е свързана с ходене => излизам“. Затова често се казва, че йероглифната писменост е смес от фонетични и семантични компоненти.
Както йероглифите, йератиката (курсивна версия на йероглифната писменост) и демотиката (още по-съкратена и курсивна версия на йероглифите) са използвани в над 3 хилядолетната история на йероглифното писмо. След като Египет става част на гръцката, а след това и на римската империя, йероглифното писмо е заменено от гръцка азбука, използвана първоначално за изписване на магически и къснохристиянски ръкописи (коптски). Наложило се е да бъдат добавени няколко допълнителни знака, които да отразяват звуците в египетския език, които не са съществували в тогавашното гръцко произношение (като например „ф“). Тези символи са взети от демотическото писмо.

### Йероглифи

#### Използване
Йероглифите са били използвани в повечето от оцелелите форми на писмена комуникация по време на Старото и Средното царство, най-вече за официални документи; йератическата писменост вече се е използвала за ежедневни административни нужди по време на Старото царство. Религиозните текстове по време на демотическата епоха често са били изписвани и с йероглифи, особено когато са били изрисувани вурху стените на храмовете или стелите; йератиката е била използвана за религиозни текстове, написани на папирус. Последният датиран йероглифен текст е бил написан през 394 г. с.н.е.

#### Синтаксис
Както беше посочено по-горе, по-голямата част от йероглифите не представляват предметите, които описват. По-често те представят звуци или се използват като детерминатив, който да покаже какъв вид дума е била използвана. Йероглифите могат да се изписват по следните начини:
- хоризонтално, от ляво надясно
- хоризонтално, от дясно наляво
- вертикално, сочещи на дясно
- вертикално, сочещи на ляво

Курсивните йероглифи обикновено се изписват в колони, от горе надолу или хоризонтално, от ляво надясно. В по-късните етапи на опростяването на йероглифите, единствените оцелели до днес примери са изписани хоризонтално, от дясно наляво; вертикално изписаните йероглифи следва да се четат от горе надолу.
Обикновено е лесно да се определи как да се прочетат йероглифите, дори значението им да не може да бъде разбрано. Йероглифите, които имат ясно изразено лице и гръб (напр. човек) обикновено:
- сочат началото на изречението
- сочат в същата посока, в която сочи най-големият обект в картината, която описват

Например, ако надпис съдържа йероглифна рисунка на седнал мъж с лице надясно, тогава всички йероглифи би трябвало също да сочат надясно, а останалите йероглифи би следвало да се четат от дясно наляво, защото почти винаги сочат към началото на изречението.
Йероглифните текстове, които не се придържат към това правило обикновено се наричат ретроградни. След като се разбере йероглифното писмо е лесно да се установи дали даден текст е ретрограден заради пълната липса на смисъл при четене.
Йероглифното писмо е нямало стандартна пунктуация. Религиозните текстове обикновено нямат никаква пунктуация, докато текстовете от по-късните етапи от развитието на египетския език имат точки между по-важните изречения.

## Съвременни източници
Интересът към египетския език продължава. Египетски език се преподава в някои университети, като много от източниците са на френски или немски, а не само на английски, затова е полезно да се знае и един от тези езици.
За филма Старгейт, египтологът Стюарт Тайсън Смит е нает да състави изкуствен език, който да наподобява езика на древните египтяни, които са живели на друга планета повече от едно хилядолетие.
Египетската култура е оказвала влияние на Западната цивилизация, затова някои думи с египетски произход все още се срещат в английския език.